# Geschützter Landschaftsbestandteil Steinbruch am Radensberg
Der Geschützte Landschaftsbestandteil Steinbruch am Radensberg mit 0,49 ha Flächengröße liegt im Stadtgebiet von Marsberg südlich von Giershagen im Hochsauerlandkreis. Das Gebiet wurde 2008 mit dem Landschaftsplan Marsberg durch den Kreistag des Hochsauerlandkreises als Geschützter Landschaftsbestandteil (LB) ausgewiesen. Es liegt direkt an der Kreisstraße von Giershagen nach Adorf. Das LB ist umgeben vom westlich der Kreisstraße liegenden Landschaftsschutzgebiet Freiflächen um Giershagen und sonst vom Landschaftsschutzgebiet Radensberg.

## Beschreibung
Der Landschaftsplan führt zum LB aus: „Nördlich des Radensberges ist durch ehemalige Abgrabungstätigkeit auf einer kleinen Kuppe die mitteldevonische Hauptgrünsteindecke aufgeschlossen, die die Landschaft in der westlich angrenzenden Padberger Schweiz prägt und deren Diabas hier einen östlichen Ausläufer bildet. Da der Steinbruch im Zuge der Rekultivierung nicht vollständig verfüllt wurde, bildet die obere Bruchwand heute ein interessantes „geologisches Fenster“, in dem u. a. sog. „Pillowlava“ anschaulich sichtbar wird. Die Anpflanzungen auf dem angefüllten, vorgelagerten Abgrabungsbereich sind in ihrer Artenzusammensetzung nicht durchweg landschaftsgerecht, bilden aber mit einem relativ hohen Dornstrauchanteil gute Nistmöglichkeiten für Heckenbrüter des umgebenden Magergrünlandes (s. auch Landschaftsschutzgebiet Radensberg). Auf dem ursprünglichen Kuppengelände östlich der alten Bruchwand stocken trockene, Kiefer-dominierte Waldgesellschaften. Das Schutzobjekt erhöht insgesamt die Biotop- und visuelle Vielfalt des umgebenden Offenlandes.“

## Schutzzweck
Die Ausweisung als LB erfolgte:
- Zur Erhaltung, Entwicklung oder Wiederherstellung der Leistungs- und Funktionsfähigkeit des Naturhaushaltes
- Zur Belebung, Gliederung oder Pflege des Orts- und Landschaftsbildes
- Zur Abwehr schädlicher Einwirkungen

Das LB stellt, wie die anderen LBs im Landschaftsplangebiet, einen herausragenden Lebensraum für die ökologischen Leistungsfähigkeit des Naturhaushaltes dar. Dient ferner als landschaftsgliederndes und -belebendes Element. Die Ausweisung dient der Abwehr realer oder potenzieller schädlicher Einwirkungen durch Pflanzenentnahme, Relief- oder Gewässerveränderungen usw.